# Ormetica ochreomarginata
Ormetica ochreomarginata là một loài bướm đêm thuộc phân họ Arctiinae, họ Erebidae.